# Zygmunt Nawratil (sędzia)
Zygmunt Nawratil – doktor praw, sędzia.

## Życiorys
Ukończył studia prawnicze uzyskując tytuł naukowy doktora obojga praw. W okresie zaboru austriackiego w ramach autonomii galicyjskiej wstąpił do c. k. służby sądowniczej. Sprawował stanowisko aktuariusza w C. K. Sądzie Powiatowym w Lubaczowie (K. K. Bezirksgericht in Lubaczów), po czym w 1868 jako został mianowany adjunktem (sędzia dla spraw drobnych) i został przeniesiony do C. K. Sądu Powiatowego w Sieniawie. Z tego powodu uchwałą rady gminy miasta Lubaczowa 22 sierpnia 1868 w dowód wysokiej czci i poważania otrzymał honorowe obywatelstwo Lubaczowa. Ponadto władze miasta Lubaczowa czyniły starania o pozostawienie Nawratila przy urzędzie w ich mieście. W kolejnych latach był sędzią ww. sądu w Sieniawie}
•. Następnie od około 1874 jako adjunkt pracował w C. K. Sądzie Powiatowym w Kulikowie. Od około 1876 był adjunktem w C. K. Sądzie Obwodowym w Samborze, a od około 1878 pracował jako sędzia w C. K. Sądzie Obwodowym w Komarnie. Wówczas był autorem artykułu pt. Spostrzeżenia o działaniu ustaw lipcowych, drukowanych w „Przeglądzie Sądowym i Administracyjnym”. Od około 1882 był sędzią w C. K. Sądzie Obwodowym w Brodach, około 1885 z tytułem i charakterem radcy sądu krajowego. W listopadzie 1885 został mianowany radcą C. K. Sądu Krajowego przy C. K. Sądzie Obwodowym w Przemyślu, a w sierpniu 1887 w tej randze został przeniesiony z Przemyśla do Sanoka, gdzie w tym czasie został utworzony C. K. Sąd Obwodowy i tam pozostawał sędzią w kolejnych latach do około 1889. Około 1890/1891 był jeszcze grupie radców C. K. Wyższego Sąd Krajowego.
W okresie pracy w Brodach około 1882/1883 był członkiem Rady c. k. powiatu rudeckiego, wybrany z grupy większych posiadłości. Był członkiem C. K. Galicyjskiego Towarzystwa Gospodarskiego z siedzibą we Lwowie, przynależąc w miejscach swojej służby kolejno do oddziału brodzkiego, a później do oddziału sanocko-lisko-krośnieńskiego.
Był żonaty z Kazimierą, z którą miał synów Włodzimierza (ur. 1873), Stanisława (ur. 1879). W Sanoku zamieszkiwał wraz z rodziną przy miejscowym rynku.